# Олешня (притока Убеді)
Олешня́ — річка в Україні, у Семенівському й Корюківському районах Чернігівської області. Права притока Убеді (басейн Дніпра).

## Опис
Довжина річки 13 км., похил річки — 1,1 м/км. Площа басейну 84,4 км².

## Розташування
Бере початок на південному сході від Журавлевої Буди. Тече переважно на південний захід через Олешню і між Ченчиками та Сядриним впадає у річку Убідь, праву притоку Десни.